# القدرة على أن تكون وحيدا
القدرة على أن تكون وحيداً هي القدرة المكتسبة تنمويًا، والتي تعتبرها نظرية العلاقة بالموضوع مفتاحًا للحياة الإبداعية. نستطيع من خلال جلوسنا بمفردنا (الوحدة) أن نكتشف الكثير من خفايا أنفسنا، واتخاذ القرارات بدون تدخل أحد، فالوحدة تمنحنا طاقة إيجابية وتقلل من التوتر والقلق. وترى جوليا كريستيفا أن الوحدة هي مركزية للحياة الداخلية الأصلية.

## التطور المفاهيمي
" أكد وينكون في كتاباته دائما على أهمية السماح للطفل فقط بالإستلقاء والتقويم "
فبجلوس الطفل يعزز احترام ذاته كما أنه يزيد ذكائه ويصبح قادر على فهم مشاعر الآخرين .